# Pericelis
Pericelidae, Periceloidea
Super-famille
Famille
Genre
Pericelis est un genre de vers plats marins, le seul de la famille des Pericelidae et de la super-famille des Periceloidea.  Cette super-famille appartient au sous-ordre des Cotylea (ordre des Polycladia).

## Systématique
Les noms valides complets (avec auteur) de ces taxons sont :
- pour la super-famille : Periceloidea Bahia, Padula & Schrödl, 2017[1]
- pour la famille : Pericelidae Laidlaw, 1902[1]
- pour le genre : Pericelis Laidlaw, 1902[1]

## Liste des espèces
Selon la base de données World Register of Marine Species (25 novembre 2023), le genre Pericelis contient les espèces suivantes :
- Pericelis beyerleyana (Collingwood, 1876) Laidlaw, 1902
- Pericelis cata Marcus & Marcus, 1968
- Pericelis flavomarginata  Tsuyuki, Oya, Jimi & Kajihara, 2020
- Pericelis hymanae Poulter, 1974
- Pericelis nazahui  Ramos-Sanchez, Bahia & Rolando Bastida-Zavala, 2020
- Pericelis orbicularia (Schmarda, 1859)
- Pericelis sigmeri  Ramos-Sanchez, Bahia & Rolando Bastida-Zavala, 2020
- Pericelis tectivorum  Dittmann, Dibiasi, Noreña & Egger, 2019

Synonymes, reclassements
- l'espèce Pericelis ernesti  (Hyman, 1953) est reclassée en Marcusia ernesti  Hyman, 1953 (famille des Anonymidae)
- l'espèce Pericelis orbicularis  (Schmarda, 1859) est Pericelis orbicularia  (Schmarda, 1859)

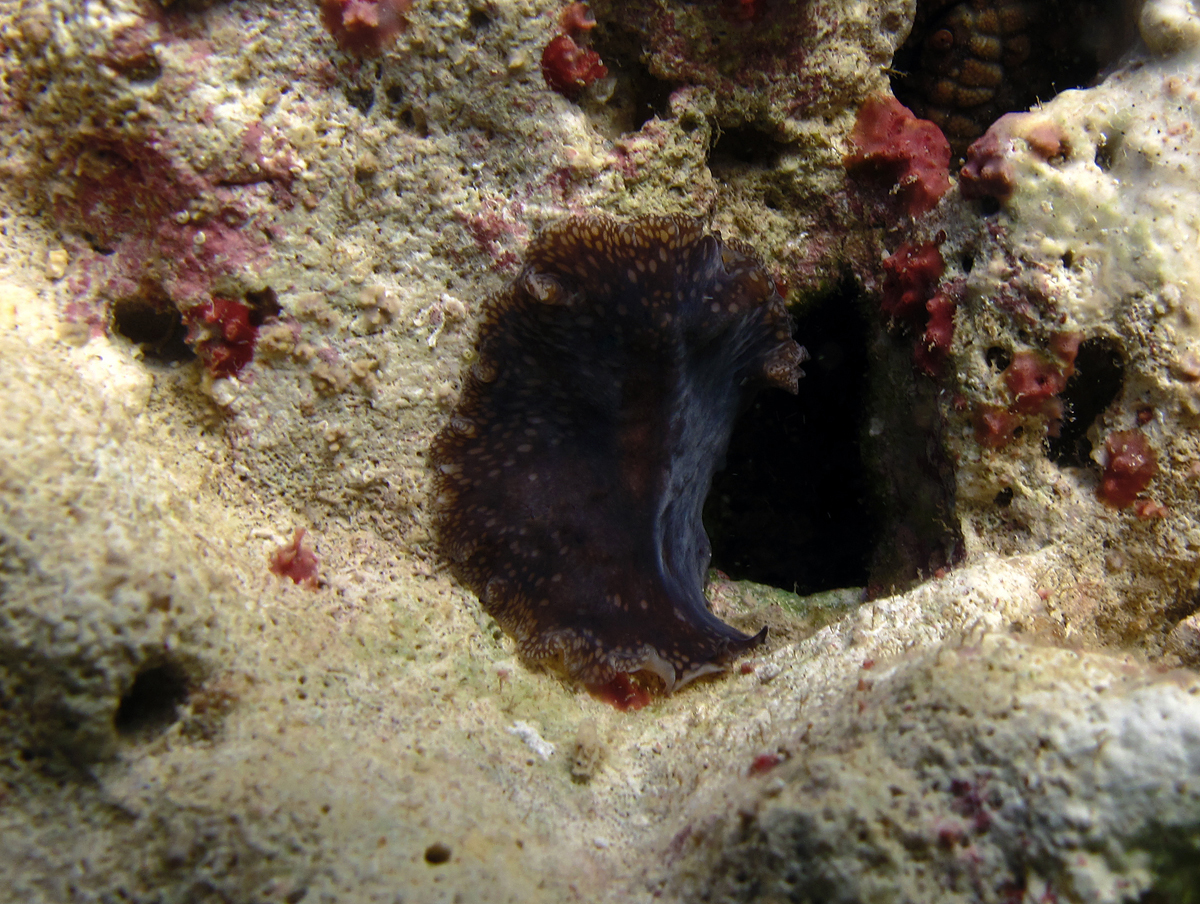
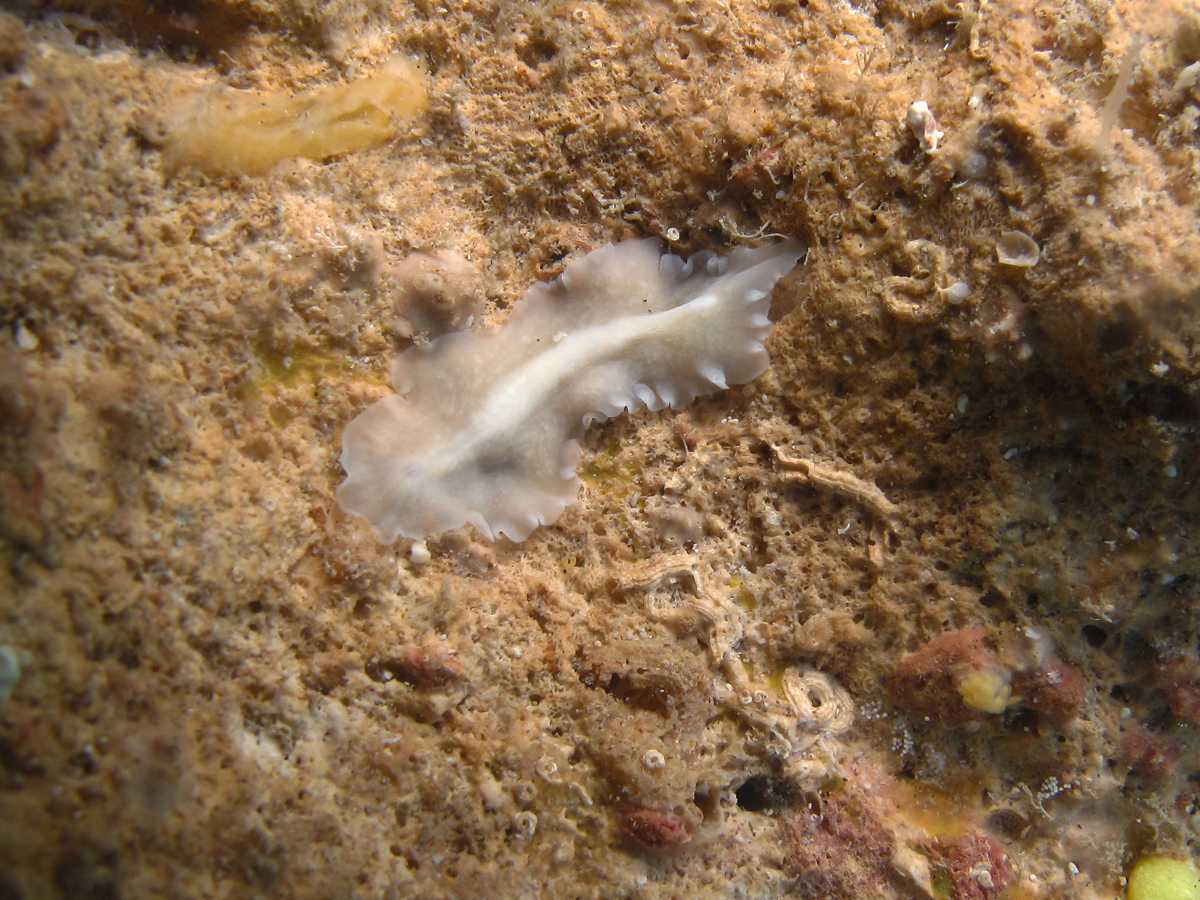

## Publications originales

### Pour la super-famille des Periceloidea
- (en) Juliana Bahia, Vinicius Padula et Michael Schrödl, « Polycladida phylogeny and evolution: integrating evidence from 28S rDNA and morphology », Organisms Diversity & Evolution, Allemagne, vol. 17, no 3,‎ mai 2017, p. 653-678 (ISSN 1439-6092, e-ISSN 1618-1077, DOI 10.1007/s13127-017-0327-5, lire en ligne, consulté le 18 novembre 2023).

### Pour la famille Pericelidae et le genrePericelis
- (en) Frank Fortescue Laidlaw, « The marine Turbellaria, with an account of the anatomy of some of the species » dans John Stanley Gardiner (dir.), The fauna and geography of the Maldive and Laccadive archipelagoes, Cambridge, University Press, 1902, 1(3), p. 282-312